# 7 Picos
Para la montaña, véase Siete Picos
7 Picos fue una montaña rusa de acero del Parque de Atracciones de Madrid (España). El entonces alcalde de Madrid, Carlos Arias Navarro, la inauguró en 1969 y fue desmontada el 13 de septiembre de 2005. Durante sus 36 años de funcionamiento recibió más de 77 millones de visitas y se convirtió en una de las atracciones más importantes del Parque de Atracciones de Madrid. Tenía 460 metros de recorrido y siete coches, que eran elevados a 13,5 metros. Se apoyaba en 82 soportes verticales, tenía torres circulares con un radio de 7,8 metros y toda ello estaba conformado con una estructura metálica de 1.100 metros cuadrados. Era una montaña rusa del modelo Wildcat 54 m y fue construida por Schwarzkopf. Su nombre proviene de una popular montaña de la Sierra de Guadarrama: Siete Picos. Actualmente, en su antiguo emplazamiento, existe otra montaña rusa llamada Abismo.